# Bâtiment de la première bibliothèque publique de Niš
Le bâtiment de la première bibliothèque publique de Niš (en serbe cyrillique : Зграда Прве јавне библиотеке у Нишу ; en serbe latin : Zgrada Prve javne biblioteke u Nišu) se trouve à Niš, dans la municipalité de Medijana et dans le district de Nišava, en Serbie. Il est inscrit sur la liste des monuments culturels protégés de la république de Serbie (identifiant no SK 1937),,.

## Présentation
Le bâtiment, situé 1 rue Jeronimova, à l'angle de la rue Orlovića Pavla, a été construit dans la seconde moitié du XIXe siècle, avant 1889, pour Jeronim Jovanović, évêque de l'éparchie de Niš. L'évêque a légué la maison et ses sa bibliothèque pour les besoins de la bibliothèque nationale de Niš ; elle a été aménagée en bibliothèque en 1904 et a gardé sa fonction jusqu'en 1948. Le bâtiment est destiné à devenu un site du musée national de Niš.
Il est constitué d'un haut rez-de-chaussée avec cinq pièces d'un sous-sol voûté et d'un haut grenier. Il a été conçu dans l'esprit de l'architecture éclectique, avec une approche classiciste dans le traitement des éléments décoratifs de la façade.
L'édifice est caractéristique de l'architecture urbaine de la ville de Niš à l'époque de sa construction.